# Loïc Paillard
Loïc Paillard est un réalisateur, producteur et scénariste français.

## Biographie
À 22 ans, il se découvre une passion pour l’image en filmant des mariages. Lorsqu’il arrive à Paris deux ans plus tard, il co-réalise plusieurs courts métrages dont “Her name is Crazy” (2012) primé dans de nombreux festivals. Il se lance ensuite seul dans l’écriture et la réalisation de son premier court métrage “Et on mangera des fleurs (Pieds nus sur des orties)” toujours dans le même univers sensible et poétique. Afin d’évoluer plus librement et inspiré par la nouvelle vague, Loïc fonde sa propre maison de production “Filmarium” en 2014 avec laquelle il co-produit son premier long métrage “Les Étoiles Restantes”. En 2021, il réalise son second long- métrage en plein confinement “Les Lendemains de Veille”, présenté dans la catégorie "Nouveaux Regards" au Festival du Film Francophone d'Angoulême.

## Filmographie

### Longs métrages
- 2022 : Les Lendemains de veille
- 2018 : Les Étoiles restantes
- 2018 : Le Goût des Choses

### Courts métrages
- 2015 : Et on mangera des fleurs (Pieds nus sur des orties)
- 2015 : Le Petit Prince, l'Ange et le Panda
- 2012 : Her Name Is Crazy
- 2012 : Mademoiselle
- 2015 : Moteur

### Scénariste
- 2022 : Les Lendemains de veille
- 2018 : Les Étoiles restantes
- 2015 : This Is Not Pretty Woman
- 2015 : Et on mangera des fleurs (Pieds nus sur des orties)
- 2012 : Her Name Is Crazy

## Distinctions
Les Lendemains de veille :
- Sélection au Festival du Film Francophone d'Angoulême en 2021[5]
- Prix du jury jeune au festival France Odéon (Florence)[6]

Les Étoiles restantes :
- Champs-Élysées Film Festival en 2017
  - Prix du Public du long-métrage français
  - Coup de Cœur de Titrafilm
  - Nommé au Prix du Jury du Film Français Indépendant
- Lift-off Sydney en 2017
  - Winner Best Feature

Et on mangera des fleurs (Pieds nus sur des orties) :
- Third Film Festival[7], Hong Kong en 2014
  - Prix de la meilleure photographie et de la meilleure musique